# Аријано (Салерно)
Аријано (итал. Ariano) је насеље у Италији у округу Салерно, региону Кампанија.
Према процени из 2011. у насељу је живело 1704 становника. Насеље се налази на надморској висини од 170 м.